# Teodor Černigoj
Teodor Černigoj, slovenski gospodarski strokovnjak, * 4. oktober 1936, Trst.

## Življenje in delo
Rodil se je v družini slikarja Avgusta in gospodinje Doroteje Černigoj. Leta 1954 je v rojstnem kraju maturiral na učiteljišču Antona Marina Slomška in aprila 1961 končal šolo za prevajalce. Istega leta je odšel v Švico, kjer se je zaposlil pri General Motorsu (1961-1963), pri Union des Banques Suisses (1963-1965), pri Union Carbide (1965-1969) in pri Capelin Associati (1969-1974). V teh službah je bil odgovoren za prevode in natis tehnične in bančne dokumentacije, bil načelnik kadrovskih oddelkov, odgovoren za nove kadre, intervjuje, psihološke teste, reorganizacijo podjetij in tečaje za usposabljanje vodstvenih kadrov mednarodnih podjetij. Pri švicarski podružnici Fiata (1974-1976) je bil vodja kadrovskega oddelka. Ker je tekoče govoril sedem jezikov je dobil zaposlitev pri Svetovni zdravstveni organizaciji v Ženevi. Poslali so ga v Ouagadougou, glavno mesto Burkina Fasa. Tam je bil vodja osebja pri načrtih Organizacije združenih narodov (OZN) za uvedbo sodobnih zdravstvenih ustanov v sedmih zahodnoafriških državah. Od tam so ga poslali v Nairobi, kjer je imel vodilno vlogo pri uvajanju načrta planiranja, ki ga je OZN pripravila za države v razvoju. Nato je na Karibih nekaj časa vodil načrte OZN za razvoj otokov. Od septembra 1984 je na Dunaju pri Mednarodni agenciji za jedrsko energijo vodil projekte izobraževanja za mednarodne strokovnjake te agencije. Januarja 1988 se je kot pomočnik generalnega direktorja zaposlil pri podjetju Olivetti-Avstrija. Januarja 1990 je nastopil službo pri italijanski trgovski zbornici. 3. vlada Republike Slovenije pa ga je 10. maja 1993 imenovala za posebnega sodelavca v slovenskem zunanjem ministrstvu.